# Корнило Яворівський
Корни́ло Не́сторович Яворі́вський (нар. 1898 року, м. Львів — пом. 1975 року, м. Лос-Анджелес, Каліфорнія, США) — український громадський діяч, викладач іноземних мов, поліглот, перекладач. Рідний брат Євгена Яворівського. Старшина УГА.

## Біографія
Народився 1898 року у Львові, в сім'ї викладача латинської і грецької філософії, письменника і політичного діяча Нестора Яворівського (Яворовського). Закінчив Коломийську гімназію; у 1916—1917 роках — хорунжий австро-угорського війська. В 1917 році потрапив до італійського полону, де перебував до 1919 року. У 1919—1921 рр. разом з братом перебував у лавах Української галицької армії.
З 1921 до 1924 років навчався в Українському університеті у Львові, після закінчення викладав іноземні мови приватно та в українських гімназіях Яворова (1925—1926 р.р.) і філії Академічної гімназії у Львові (1935—1939 р.р.). Особисто навчав англійської патріарха УГКЦ Йосипа Сліпого.
До 1939 року працював у «Пресовому концерні Івана Тиктора», у 1940—41 роках працював у науковій бібліотеці та викладав англійську мову при відділі аспірантури Львівського університету. Володів англійською, італійською, німецькою, польською, французькою, також іспанською, російською, румунською та угорською мовами.
Входив до складу редакції підпільної радіостанції «Самостійна Україна» («Афродита»), яка вела щоденно низку радіопередач українською, російською, французькою та англійською мовами, зокрема разом з Богданом Галайчуком займався підготовкою іншомовних текстів.
Після викриття і знищення солдатами НКВС криївки з радіоапаратурою, емігрував: спочатку виїхав до Німеччини, а згодом до США.
Помер 1975 року в Лос-Анджелесі, Каліфорнія.
Перед смертю Корнило Яворівський встиг передати оригінал протоколу з процесу над Мироном Тарнавським, якого судили у 1919 році за те, що він пішов на підписання угоди із Добровольчою армією російського генерала Денікіна. Цей документ, а також інші важливі архівні документи Української галицької армії, зберігалися у його сімейному архіві понад 50 років. Усі ці матеріали згодом стали основою для книги «Процес генерала Мирона Тарнавського», яку власним коштом у 1976 році опублікував Дмитро Микитюк.

## Вибрані переклади і статті
- Іван Бравн. Її послідні гроші / Пер. з англ. Корнило Яворівський // Новий час. — 1929. — Ч. 112
- Фредерік Буте. Помилка справедливості / Пер. Корнило Яворівський // Новий час. — 1930. — Ч. 21
- Корнило Яворівський. Як учитися чужих мов // Новий час. — 1930. — Ч. 97

Деякі свої праці Корнило Яворівський також публікував у часописі «Новий час» під криптонімами «К. Яв.», «Корнило Яв.».